# Zamarada aclys
Zamarada aclys är en fjärilsart som beskrevs av Fletcher 1974. Zamarada aclys ingår i släktet Zamarada och familjen mätare. Inga underarter finns listade i Catalogue of Life.